# Foreste delle pianure del sud della Nuova Guinea
Le Foreste delle pianure del sud della Nuova Guinea sono una ecoregione globale che fa parte della lista Global 200 delle ecoregioni prioritarie per la conservazione definita dal WWF.. Appartiene al bioma Foreste pluviali di latifoglie tropicali e subtropicali della regione australasia. Interessa la zona meridionale dell'isola della Nuova Guinea e alcune isole limitrofe.
Lo stato di conservazione della regione è considerato vulnerabile.

## Territorio
La regione si estende su un'area di circa 200.000 km² che occupa la parte meridionale e nord-occidentale della Nuova Guinea e le isole degli arcipelaghi delle isole Aru e delle Isole Raja Ampat.
Questa ecoregione è composta dalle foreste umide di pianura e collina (meno di 1.000 m.) delle penisole di Vogelkop, Bomberai e dell'istmo di Bird's Neck della Nuova Guinea occidentale, dalle foreste di pianura a sud della catena montuosa della Cordigliera centrale della Nuova Guinea sia nella parte indonesiana che il quella della Papua Nuova Guinea, e le circostanti isole Aru e Isole Raja Ampat.

### Stati
L'ecoregione interessa due paesi della Asia sud-orientale:
- Indonesia;
- Papua Nuova Guinea.

### Ecoregioni
L'ecoregione è composta da 2 ecoregioni terrestri:
- AA0122 - Foreste pluviali di pianura della Nuova Guinea meridionale;
- AA0128 - Foreste pluviali di pianura del Vogelkop e delle isole Aru.

## Flora

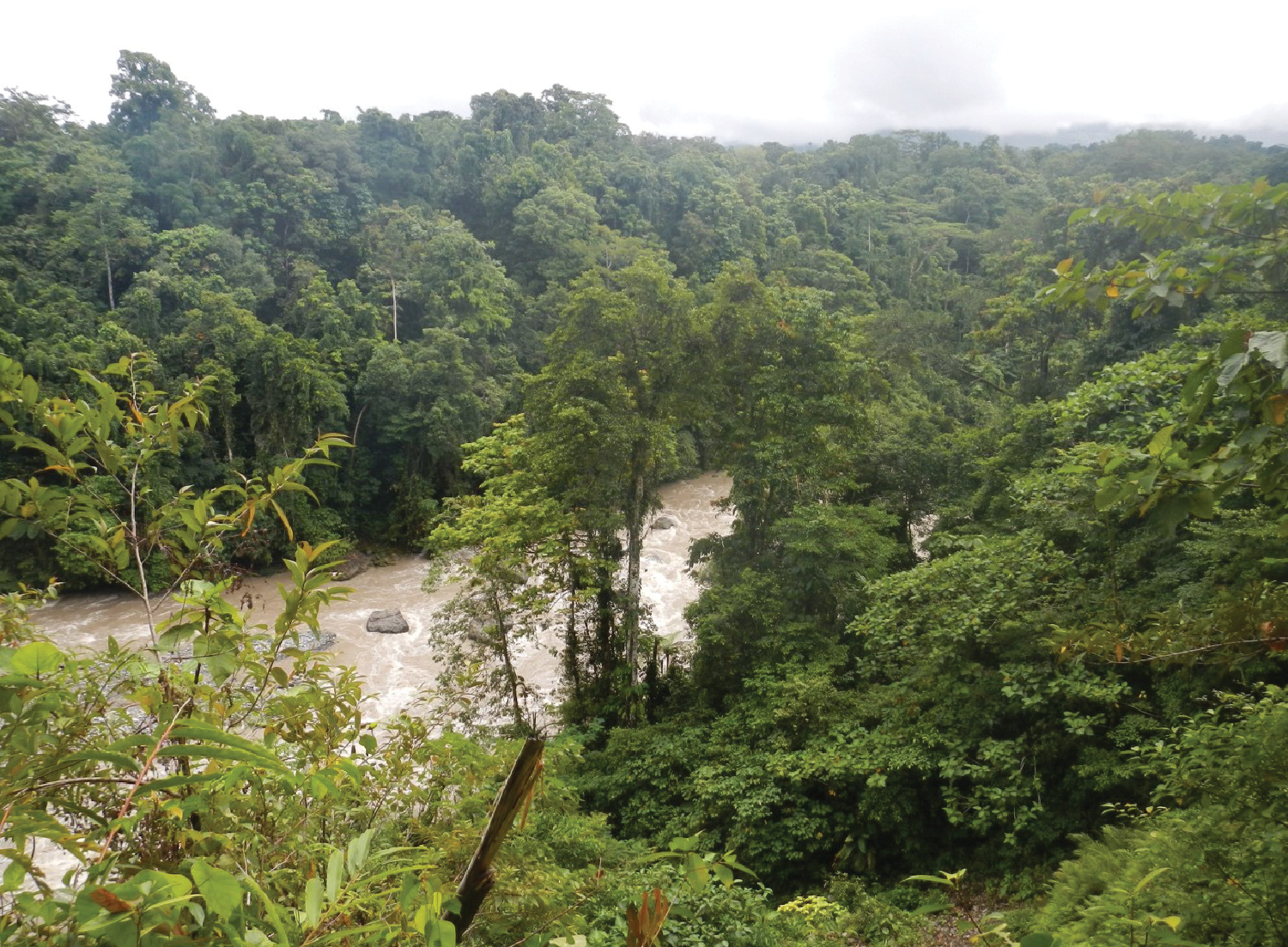
Foresta pluviale lungo il Brazza River, Papua meridionale, Indonesia, 2020

Più ricche e con una maggiore diversità di specie rispetto alle loro controparti montane, le foreste di pianura della Nuova Guinea meridionale ospitano più di 1.200 specie di alberi e circa 2.000 specie di felci. Tratti di questo tipo di foresta sono più estesi sulle colline pedemontane e sui pendii più bassi delle montagne.
Le foreste pluviali di pianura sono ecosistemi esigenti. Hanno bisogno di almeno 2.500 mm di pioggia all'anno e mostrano la maggiore diversità di specie solo in siti ben drenati.Queste foreste non hanno un aspetto uniforme. Ad altitudini più elevate, la chioma diminuisce in altezza (da un massimo di 50 m a 25 m), ma gli alberi sono raggruppati più fittamente rispetto alle terre alluvionali.
Le foreste pluviali di Vogelkop-Aru, che comprendono le colline e le pianure delle penisole di Vogelkop e Bomberai della Nuova Guinea e le isole circostanti, sono foreste pluviali tropicali di pianura relativamente intatte e sono tra le foreste più grandi e ricche del regno dell'Australasia.
Gli alberi a chioma possono raggiungere oltre 50 m e hanno tronchi dritti, spesso sostenuti da radici a contrafforte. Maestosi in altezza e statura, appartengono ai generi Pometia, Canarium, Cryptocarya, Terminalia, Anisoptera, Syzygium, Ficus, Celtis, Dysoxylum e Buchanania.
L' Araucaria, una conifera sopravvissuta del Gondwana, è l'albero tropicale più alto del mondo e può essere trovato principalmente in luoghi sparsi in zone isolate.
Gli alberi di dipterocarpi, che rappresentano la maggior parte del commercio mondiale di legni duri tropicali, sono rari nelle foreste di pianura. La loro relativa assenza è quindi una benedizione per le foreste della zona. Essi si trovano nella zona orientale della Nuova guinea e solo fino a 500 m. di altitudine. Oltre quel punto, la quercia della Nuova Guinea (Castanopsis acuminatissima) può formare fitte foreste sulle creste e sui pendii superiori.

## Fauna

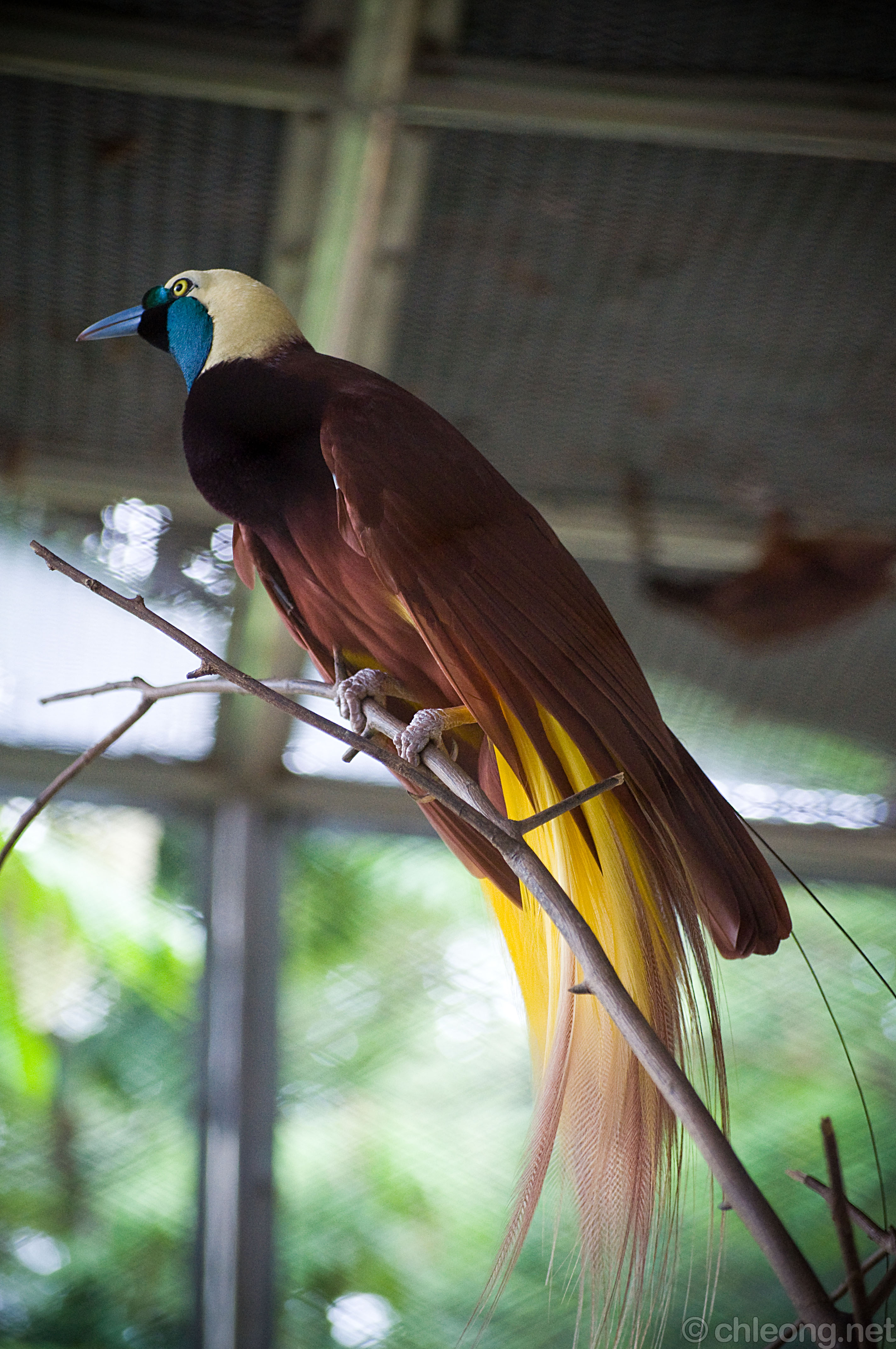
Maschio di Paradisaea apoda

Nelle foreste pluviali di pianura di Vogelkop-Aru si trovano 47 specie di mammiferi, di cui 8 sono endemiche o quasi endemiche. Ci sono 366 specie di uccelli, di cui 21 sono endemiche o quasi endemiche.
Nelle foreste pluviali di pianura della Nuova Guinea meridionale, la fauna di mammiferi comprende 69 specie, 13 delle quali sono endemiche o quasi endemiche. Ci sono 344 specie di uccelli, tra cui 5 specie endemiche e quasi endemiche.
Fra le specie più caratteristiche della regione abbiamo: il pipistrello dal naso a tubo minore (Murina suilla), il kookaburra ornato (Dacelo tyro) e la paradisea maggiore Paradisaea apoda.
Altre specie includono l'endemico canguro arboricolo di pianura endemico (Dendrolagus spadix), il coda ad anello di pianura (Pseudochirulus canescens), e il dorcopside grigio (Dorcopsis luctuosa).
La regione è molto importante per gli uccelli e ospita tre Endemic Bird Area (EBA) e un'area secondaria:
- EBA delle Pianure della Papua occidentale;[3]
- EBA delle pianure della Papua meridionale;[4]
- EBA Trans Fly;[5]
- Area secondaria delle isole Aru.[6]

## Conservazione

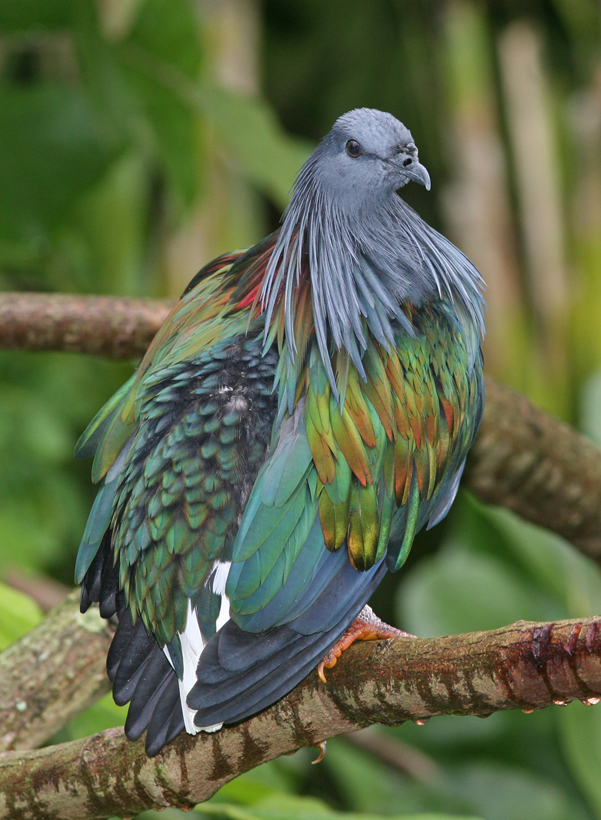
Piccione delle Nicobare, 2009

Le concessioni di disboscamento nelle aree protette rappresentano una minaccia importante. La costruzione di strade, la coltivazione itinerante, l'espansione agricola e lo sviluppo delle piantagioni costituiscono minacce aggiuntive.
La caccia è un problema per alcune specie, in particolare il piccione coronato occidentale (Goura cristata), il casuario settentrionale (Casuarius unappendiculatus), il piccione delle Nicobare (Caloenas nicobarica) e l'uccello del paradiso Paradisaea raggiana.
Lo stato di conservazione della regione è considerato vulìnerabile.
Nella parte indonesiana della regione vi sono diverse aree protette, fra cui due parchi nazionali, mentre il quella paupasiana non ci sono parchi nazionali.

Le maggiori aree protette sono:
- Parco nazionale di Teluk Cenderawasih, nella provincia indonesiana di Papua Occidentale, che ha una superficie di 14.535 km2;
- Parco nazionale di Lorentz, nella provincia indonesiana di Papua, che ha una superficie di 25.056 km2.